# Orophochilus stipulaceus
Orophochilus stipulaceus är en akantusväxtart som beskrevs av Gustav Lindau. Orophochilus stipulaceus ingår i släktet Orophochilus och familjen akantusväxter. Inga underarter finns listade i Catalogue of Life.